# Stortjärnen (Säfsnäs socken, Dalarna)
Stortjärnen är en sjö i Ludvika kommun i Dalarna och ingår i Göta älvs huvudavrinningsområde.